# Schweighouse-Thann
Schweighouse-Thann är en kommun i departementet Haut-Rhin i regionen Grand Est (tidigare regionen Alsace) i nordöstra Frankrike. Kommunen ligger i kantonen Cernay som tillhör arrondissementet Thann. År 2022 hade Schweighouse-Thann 745 invånare.

## Befolkningsutveckling
Antalet invånare i kommunen Schweighouse-Thann
| Referens: INSEE |